# Contea di Wagait
La contea di Wagait è una delle 16 Local Government Areas che si trovano nel Territorio del Nord, in Australia. Essa si estende su di una superficie di 5,62 chilometri quadrati ed ha una popolazione di 332 abitanti. Non essendoci all'interno della contea agglomerati urbani abbastanza grandi per ricevere il titolo di città, non vi è un vero e proprio capoluogo; gli uffici della contea si trovano comunque nella frazione di Wagait Beach.